# Medalla Liebig

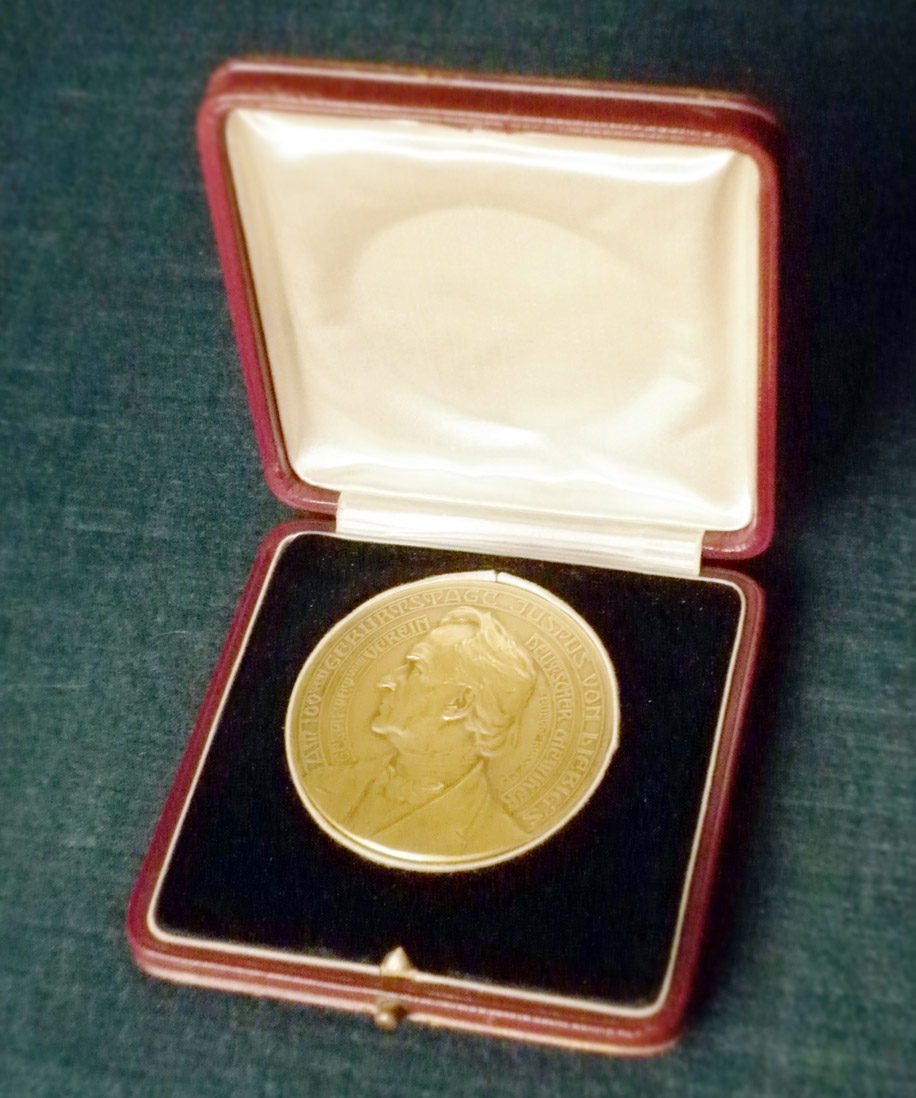
Medalla Liebig, 1904

 La medalla Liebig (en alemán, Liebig-Denkmünze) es un premio otorgado por la sociedad científica Verein Deutscher Chemiker (sociedad de químicos de Alemania) desde su origen en el año 1903, y posteriormente por la Gesellschaft Deutscher Chemiker.  Esta distinción recibe su nombre en honor del químico alemán Justus von Liebig.

## Historia
La medalla Liebig fue creada el 12 de mayo de 1903 para celebrar el centenario del nacimiento de  Justus von Liebig. Hasta 1950 se otorgaba sin periodicidad fija; desde 1950 se otorga a intervalos irregulares (cada dos años) por la sociedad sucesora de la Verein Deutscher Chemiker, la Gesellschaft Deutscher Chemiker (Sociedad Alemana de Química), a los principales investigadores académicos e industriales en el campo de la química.

## Premiados
- 1903 : Adolf von Baeyer
- 1904 : Rudolf Knietsch
- 1905 : Eduard Buchner
- 1907 : Adolph Frank
- 1908 : Otto Schönherr
- 1909 : Otto Schott
- 1911 : Paul Ehrlich
- 1912 : Carl Dietrich Harries
- 1913 : Emil Ehrensberger
- 1914 : Fritz Haber
- 1919 : Carl Bosch
- 1921 : Max Planck
- 1922 : Wilhelm Normann
- 1924 : Max Schroeder
- 1925 : Gustav Tammann
- 1926 : Robert-Emanuel Schmidt
- 1927 : Fritz Raschig
- 1928 : Friedrich Bergius
- 1929 : Hans Fischer
- 1930 : Otto Ruff
- 1931 : Friedrich Emich, Ida Noddack y Walter Noddack
- 1933 : Adolf Spilker
- 1934 : Ferdinand Flury
- 1935 : Walther A. Roth y Karl Ziegler
- 1936 : Gustav F. Hüttig
- 1937 : Ernst Späth
- 1938 : Eduard Zintl
- 1940 : Otto Hönigschmid
- 1950 : Erich Konrad
- 1951 : Wilhelm Klemm
- 1953 : Wilhelm Moschel
- 1955 : Feodor Lynen
- 1956 : Heinrich Hock
- 1957 : Friedrich A. Paneth
- 1958 : Gerhard Schramm
- 1960 : Georg-Maria Schwab
- 1961 : Rolf Huisgen
- 1964 : Günter Scheibe
- 1965 : Wilhelm Husmann
- 1967 : Erich Thilo
- 1969 : Oskar Glemser
- 1972 : Hans-Werner Kuhn
- 1973 : Leopold Horner
- 1976 : Horst Pommer
- 1980 : Ernst Ruch
- 1981 : Armin Weiss
- 1983 : Dieter Oesterhelt
- 1984 : Ulrich Schöllkopf
- 1986 : Rolf Appel
- 1987 : Gerhard Ertl
- 1989 : Meinhart Zenk
- 1991 : Kurt Issleib
- 1993 : Reinhard W. Hoffmann
- 1994 : Wolfgang Beck
- 1996 : Werner Kutzelnigg
- 1998 : Helmut Schwarz
- 2000 : Reinhart Ahlrichs
- 2002 : Hans Wolfgang Spiess
- 2004 : Arndt Simon
- 2006 : Herbert Mayr
- 2008 : Wolfgang Krätschmer
- 2010 : Joachim Sauer
- 2012 : Walter Thiel
- 2014 : Hans-Ulrich Reißig
- 2016: Markus Antonietti
- 2018: Wolfgang Schnick
- 2020: Herbert Waldmann